# Jamie Huscroft
James W. „Jamie“ Huscroft (* 9. Januar 1967 in Creston, British Columbia) ist ein ehemaliger kanadischer Eishockeyspieler und -trainer, der im Verlauf seiner aktiven Karriere zwischen 1983 und 2000 unter anderem 373 Spiele für die New Jersey Devils, Boston Bruins, Calgary Flames, Tampa Bay Lightning, Vancouver Canucks, Phoenix Coyotes und Washington Capitals in der National Hockey League (NHL) auf der Position des Verteidigers bestritten hat. Einen Großteil seiner aktiven Laufbahn verbrachte Huscroft, der den Spielertyp des Enforcers verkörperte, zudem in der American Hockey League (AHL), wo er 417 Partien für die Utica Devils, Providence Bruins und Portland Pirates absolvierte.

## Karriere
Huscroft verbrachte eine wechselhafte Juniorenzeit in der Western Hockey League (WHL), die ihn zwischen 1983 und 1987 für vier verschiedene Franchises der Liga spielen ließ. Zunächst lief der Verteidiger zu Beginn der Saison 1983/84 für die Portland Winter Hawks auf, wechselte aber nach nur 18 Einsätzen zum Ligakonkurrenten Seattle Breakers. Die Breakers nahmen zur Spielzeit 1985/86 den Beinamen Thunderbirds an. Zu diesem Zeitpunkt war Huscroft bereits im NHL Entry Draft 1985 in der neunten Runde an 171. Position von den New Jersey Devils aus der National Hockey League (NHL) ausgewählt worden. In der WHL wechselte er im Verlauf des Spieljahres 1986/87 abermals das Team, als er zu den Medicine Hat Tigers ging, mit denen er am Ende der Spielzeit das Double – bestehend aus dem President’s Cup der WHL sowie dem prestigeträchtigen Memorial Cup der gesamten Canadian Hockey League (CHL) – gewann.
Nach diesem Erfolg wechselte der 20-Jährige zur Saison 1987/88 in die Organisation der New Jersey Devils und damit in den Profibereich. Zunächst kam er bei den Utica Devils in der American Hockey League (AHL), dem Farmteam New Jerseys, zu Einsätzen. Gegen Saisonende, als Utica die Playoffs um den Calder Cup der AHL verpasst hatte, wurde er zu den Flint Spirits in die International Hockey League (IHL), einem weiteren Kooperationspartner der Devils, geschickt. Mit den Spirits erreichte er im Verlauf der IHL-Playoffs die Finalserie um den Turner Cup, die allerdings gegen die Salt Lake Golden Eagles verloren ging. In der folgenden Saison debütierte der Abwehrspieler für die New Jersey Devils, es gelang ihm aber nicht, sich dort dauerhaft zu etablieren. Über den Zeitraum der drei Spielzeiten zwischen 1988 und 1991 pendelte er im Saisonverlauf stets zwischen dem NHL-Kader New Jerseys und dem AHL-Aufgebot Uticas. Nachdem er die Saison 1991/92 schließlich vollständig in der AHL bei den Utica Devils verbracht hatte, setzten beide Vertragsparteien die Zusammenarbeit über das Saisonende hinaus nicht fort. Huscroft wechselte daher im Juli 1992 als Free Agent zu den Boston Bruins. Dort gelang es dem Enforcer auch zu Beginn der Vertragslaufzeit nicht, sich in der NHL durchzusetzen. Die Spielzeit 1992/93 verbrachte er komplett beim Farmteam Providence Bruins in der AHL, ehe er in der folgenden Saison erste Einsatzminuten im Trikot der Boston Bruins sammeln konnte. Mit dem Beginn der durch einen Lockout verkürzten NHL-Saison 1994/95 stand der Defensivspieler schließlich im Stammkader Bostons und bestritt 34 der 48 Saisonspiele.
Trotz der positiven Entwicklung verblieb der Kanadier nicht in Boston, sondern wechselte – abermals als Free Agent – innerhalb der NHL zu den Calgary Flames. Dort absolvierte er in der Saison 1995/96 sein erfolgreichstes und einziges komplettes NHL-Jahr. Mit 70 Saisonspielen, zwölf Scorerpunkten und drei Toren stellte er persönliche Bestmarken auf. Zum Ende des zweiten Vertragsjahrs wurde er im März 1997 im Tausch für Torhüter Tyler Moss an die Tampa Bay Lightning abgegeben. Für die Lightning stand der Defensivakteur in den folgenden zwölf Monaten in 57 Spielen auf dem Eis, ehe er erneut kurz vor der Trade Deadline im März 1998 gegen Enrico Ciccone von den Vancouver Canucks eingetauscht wurde. Dieses Muster setzte sich auch im März 1999 fort, als er nach 33 Saisonspielen abermals Teil eines Transfergeschäfts wurde und für nicht näher genannte, zukünftige Gegenleistungen an die Phoenix Coyotes abgegeben wurde. Dort erfüllte Huscroft bis zum Ende der Spielzeit 1998/99 seinen auslaufenden Vertrag und lief elfmal für die Coyotes auf.
Über den Sommer 1999 wurde der Goon erneut ein Free Agent und schloss sich im August den Washington Capitals an, die damit sein siebtes NHL-Franchise insgesamt und sein fünftes in zweieinhalb Jahren wurde. In der Organisation der Capitals spielte der mittlerweile 32-Jährige im Verlauf der Millenniumssaison 1999/2000 hauptsächlich für deren AHL-Kooperationspartner Portland Pirates, während er nur siebenmal für Washington selbst zu Einsätzen kam. Kurz nach dem Beginn des Spieljahres 2000/01 Mitte Oktober 2000 zog sich Huscroft bei einem Spiel der Portland Pirates eine schwere Gehirnerschütterung zu, die ihn dazu zwang, seine aktive Laufbahn in der Folge zu beenden. Nach seinem Karriereende arbeitete er zwischen 2002 und 2004 als Assistenztrainer bei den Spokane Chiefs aus der Western Hockey League unter Cheftrainer Al Conroy.

## Erfolge und Auszeichnungen
- 1987 President’s-Cup-Gewinn mit den Medicine Hat Tigers
- 1987 Memorial-Cup-Gewinn mit den Medicine Hat Tigers

## Karrierestatistik
(Legende zur Spielerstatistik: Sp oder GP = absolvierte Spiele; T oder G = erzielte Tore; V oder A = erzielte Assists; Pkt oder Pts = erzielte Scorerpunkte; SM oder PIM = erhaltene Strafminuten; +/− = Plus/Minus-Bilanz; PP = erzielte Überzahltore; SH = erzielte Unterzahltore; GW = erzielte Siegtore; 1 Play-downs/Relegation; Kursiv: Statistik nicht vollständig)